# Driftige Smurf
Driftige Smurf is een Smurfenkleuter met een opvliegend karakter.
Hij is herkenbaar aan zijn gele T-shirt met een regenwolkje erop. Hij speelt vaak met de andere Kleutersmurfen: Sassette, Rustige Smurf en Natuursmurf. Hij komt zowel in de tekenfilmversie als de stripserie voor. In de strips debuteerde hij in De Smurfjes. In de Nederlandse tekenfilmversie had Driftige Smurf de stem van Angélique de Boer.